# Who You Are (canção)
"Who You Are" é uma canção da cantora e compositora inglesa Jessie J, gravada para o seu álbum de estreia de mesmo título. A sua gravação decorreu em 2010, no estúdios Strawberry Bee Studios na Califórnia. Foi lançada como single promocional na iTunes Store a 1 de Novembro de 2010. Depois do lançamento do disco, a música entrou na UK Singles Chart, Canadian Hot 100 e ARIA Singles Chart. Em 2011, a canção foi confirmada como quinto single do disco com lançamento planeado para 7 de Novembro de 2011.

## Desempenho nas tabelas musicais

### Posições
| Tabela musical (2011)          | Melhor posição |
| ------------------------------ | -------------- |
| Austrália - ARIA Charts        | 86             |
| Canadá - Canadian Hot 100      | 85             |
| Reino Unido - UK Singles Chart | 8              |
| Suécia - Sverigetopplistan     | 37             |